# Харун Текін
Харун Текін (тур. Harun Tekin, нар. 17 червня 1989, Ізмір) — турецький футболіст, воротар клубу «Касимпаша».

## Клубна кар'єра
Народився 17 червня 1989 року в місті Ізмір. Вихованець футбольної школи клубу «Менемен Беледієспор».
У дорослому футболі дебютував 2007 року виступами за команду нижчолігового клубу «Істанбул Гюнгьоренспор», в якій провів три сезони, взявши участь у 48 матчах чемпіонату.
До складу клубу «Бурсаспор» приєднався 2010 року. Довгий час був резервним голкіпером клубу з Бурси. Лише з сезону 2014/15 став основним воротарем команди.
30 серпня 2018 року приєднався до стану «Фенербахче» за 2,5 млн. євро, де отримав ігровий номер 15.

## Виступи за збірну
2014 року отримав свій перший виклик до національної збірної Туреччини. У травні 2016 був включений до заявки турецької збірної для участі у фінальній частині чемпіонату Європи у Франції, проте не зіграв в тому турнірі жодної хвилини.
Двічі вийшов у стартовому складі в товариських матчах проти збірних Молдови та Румунії. Вперше вийшов у стартовому складі збірної у матчі проти збірної Молдови, який відбувся 27 березня 2017 року на стадіоні «Ескішехір Ататюрк» та завершився перемогою господарів з рахунком 3:1. Вдруге вийшов у складі збірної на товариський матч проти збірної Румунії, який відбувся 9 листопада 2017 року на стадіоні «Константін Радулеску» в місті Клуж-Напока (Румунія) і завершився поразкою для турків з рахунком 2:0.
В офіційних іграх за національну команду станом на 12 січня 2020 року так і не дебютував.